# شهبازان (مازو)
شهبازان (بالفارسية: شهبازان) هي منطقة سكنية تقع في قسم مازو الريفي، بمقاطعة أنديمشك التابعة لمحافظة خوزستان، إيران. يقدر عدد سكانها بـ 91 نسمة حسب الإحصاء السكاني الذي تمّ في عام 2006.